# Carlos Giesta
Carlos Américo de Barros e Vasconcellos Giesta (Rio de Janeiro, 13 de abril de 1937) é um médico brasileiro.
Foi eleito membro da Academia Nacional de Medicina em 1987, sucedendo José Albano de Carvalho da Nova Monteiro na Cadeira 78, que tem Barata Ribeiro como patrono.